# Фелет (царь Тира)
Феле́т (Фелит, Феллес; финик. 𐤐𐤋𐤕, Phelet, ивр. פליא‎, лат. Phellès) — царь Тира в первой половине IX века до н. э.

## Биография
Фелет известен из единственного исторического источника: цитаты из Менандра Эфесского, сохранившейся в труде Иосифа Флавия «Против Апиона». В свою очередь, Менандр позаимствовал приводимые им свидетельства непосредственно из имевшихся в архивах Тира хроник.
Согласно Иосифу Флавию, Фелет был младшим братом тирских царей Астарта и Астарима, сыновей Деластарта. Убив своего брата Астарима, он сам взошёл на престол, но правил только восемь месяцев. В возрасте пятидесяти лет Фелет был убит, а его убийца, верховный жрец Астарты Итобаал I, получил власть над Тиром.
Современные историки, опираясь на свидетельство Иосифа Флавия об основании Карфагена Дидоной и ста пятидесяти пяти годах и восьми месяцах, отделявших это событие от восшествие на тирский престол царя Хирама I Великого, датируют правление Астарима приблизительно первой половиной IX века до н. э. Однако так как в трудах античных авторов упоминаются две даты основания Карфагена (825 и 814 годы до н. э.), в работах современных историков даты правлений властителей Тира, живших ранее середины IX века, не всегда синхронизированы. В качестве более точных дат правления Фелета упоминаются различные периоды с 888 по 879 год до н. э. включительно.
В целом, свидетельства античных авторов о правлении Фелета и его братьев современными историками считаются достоверными. Однако среди востоковедов нет единого мнения в отношении происхождения этих тирских властителей. Причина этого — разногласия в прочтении текста Иосифа Флавия в той части, в которой повествуется о преемниках правившего в последней трети X до н. э. царя Абдастарта. Тот был убит четырьмя сыновьями своей кормилицы, захватившими власть в Тире. Из-за разночтений в рукописях трактата «Против Апиона» среди исследователей существуют две противоположные точки зрения на происхождение Фелета. Согласно некоторым историкам, Фелет был одним из убийц Абдастарта. Его старшими братьями были Метастарт, Астарт и Астарим. По мнению других исследователей, Астарт, Астарим и Фелет не были братьями Метастарта, а состояли в родстве с царём Абдастартом (возможно, даже были его внуками). Согласно этому мнению, четыре брата-убийцы правили одновременно, и после кончины старшего из них в лице Астарта на тирский престол возвратилась династия, основанная царём Абибаалом.

## Комментарии
1. ↑  В некоторых списках трактата «Против Апиона» имя отца Астарта читается как Леастарт[7].
2. ↑  Фрагмент 18-й главы трактата «Против Апиона» в издании 1994 года[3]: 

…Абдастрат, который прожил двадцать девять лет и царствовал девять лет. Его погубили четверо его сыновей, составивших заговор. Старший из них царствовал двенадцать лет. Метусастарт Делеастарт прожил пятьдесят четыре года и правил двенадцать лет. После него его брат Астарим прожил пятьдесят четыре года и царствовал девять лет. Он был убит своим братом Фелитом, который, захватив власть, правил восемь месяцев и прожил всего пятьдесят лет.
3. ↑  Фрагмент 18-й главы трактата «Против Апиона» в переводе Б. А. Тураева[1]: 

…Абдастрат, живший 29 лет, царствовал 9 лет. Его убили, составив заговор, четыре сына его кормилицы. Старший из них царствовал 12 лет. 
 После них Астарт, сын Делеастарта, живший 54 года, царствовал 12 лет. 
 После него брат его Астарим живший 54 года, царствовал 9 лет. 
 Он погиб от руки своего брата Фелита который, захватив царство, властвовал 8 месяцев. Жил он 50 лет.